# Spodoptera margarita
Spodoptera margarita är en fjärilsart som beskrevs av Hawthorne 1897. Spodoptera margarita ingår i släktet Spodoptera och familjen nattflyn. Inga underarter finns listade i Catalogue of Life.